# Takaba
Takaba – miasto w Kenii, w hrabstwie Mandera; 21,5 tys. mieszkańców (2019). 